# Phylloxera caryaescissa
Phylloxera caryaescissa är en insektsart. Phylloxera caryaescissa ingår i släktet Phylloxera och familjen dvärgbladlöss. Inga underarter finns listade i Catalogue of Life.